# Monte Verendrye
El monte Verendrye es una cumbre montañosa de 3086 metros (10 124,7 pies) de altitud ubicada en Columbia Británica, Canadá.

## Descripción
El monte Verendrye está situado en el límite occidental del Parque nacional Kootenay, cerca del extremo sur de la cordillera Vermilion, subcordillera de las Montañas Rocosas canadienses. El pico es el extremo sur de lo que se conoce como Rockwall, que es un escarpe de la Cordillera Vermilion. El sendero Rockwall es una travesía escénica de 55 kilómetros de pasos alpinos, prados subalpinos, glaciares colgantes y acantilados de piedra caliza.
Otros picos cercanos son el pico Floe, a seis kilómetros al noroeste, y el monte Wardle, a seis kilómetros al sureste. El relieve topográfico es significativo, pues la cumbre se eleva 1820 metros sobre la autopista Banff-Windermere durante seis kilómetros. Un apartadero a lo largo de la carretera cerca de Verendrye Creek ofrece una vista de la montaña y del valle quemado de Verendrye Creek, que se quemó en 2003.
La escorrentía de las precipitaciones de la montaña se dirige hacia el oeste hasta el río Kootenay a través del Whitetail Creek, y hacia el este hasta los arroyos Verendrye y Serac, que son afluentes del río Vermilion.
El monte Verendrye está compuesto de caliza Ottertail, una roca sedimentaria formada durante el período Cámbrico y empujada hacia el este y sobre la parte superior de una roca más joven durante la orogenia Laramide.
Según la clasificación climática de Köppen, el monte Verendrye está situado en una zona climática subpolar con inviernos fríos y nevados y veranos suaves.

## Historia

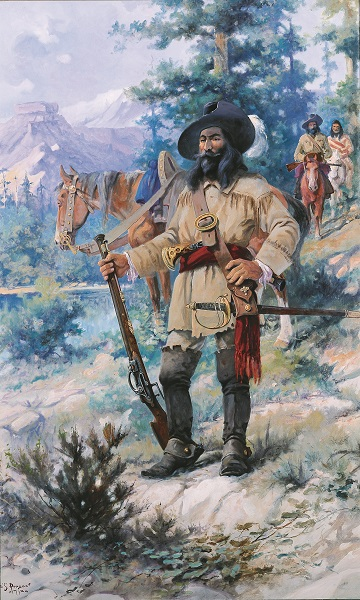
La Vérendrye

El topónimo de la montaña fue aplicado en 1884 por el agrimensor canadiense George Mercer Dawson y fue adoptado oficialmente en 1952 por la Junta de Topónimos de Canadá para honrar a Pierre Gaultier de Varennes, sieur de La Vérendrye (1685–1749), un oficial militar francocanadiense, comerciante de pieles y explorador. La primera ascensión a la cumbre fue realizada en 1922 por Morrison P. Bridgland (1878-1948), un agrimensor del Dominio que escaló y nombró muchos picos en las Montañas Rocosas canadienses.

## Galería

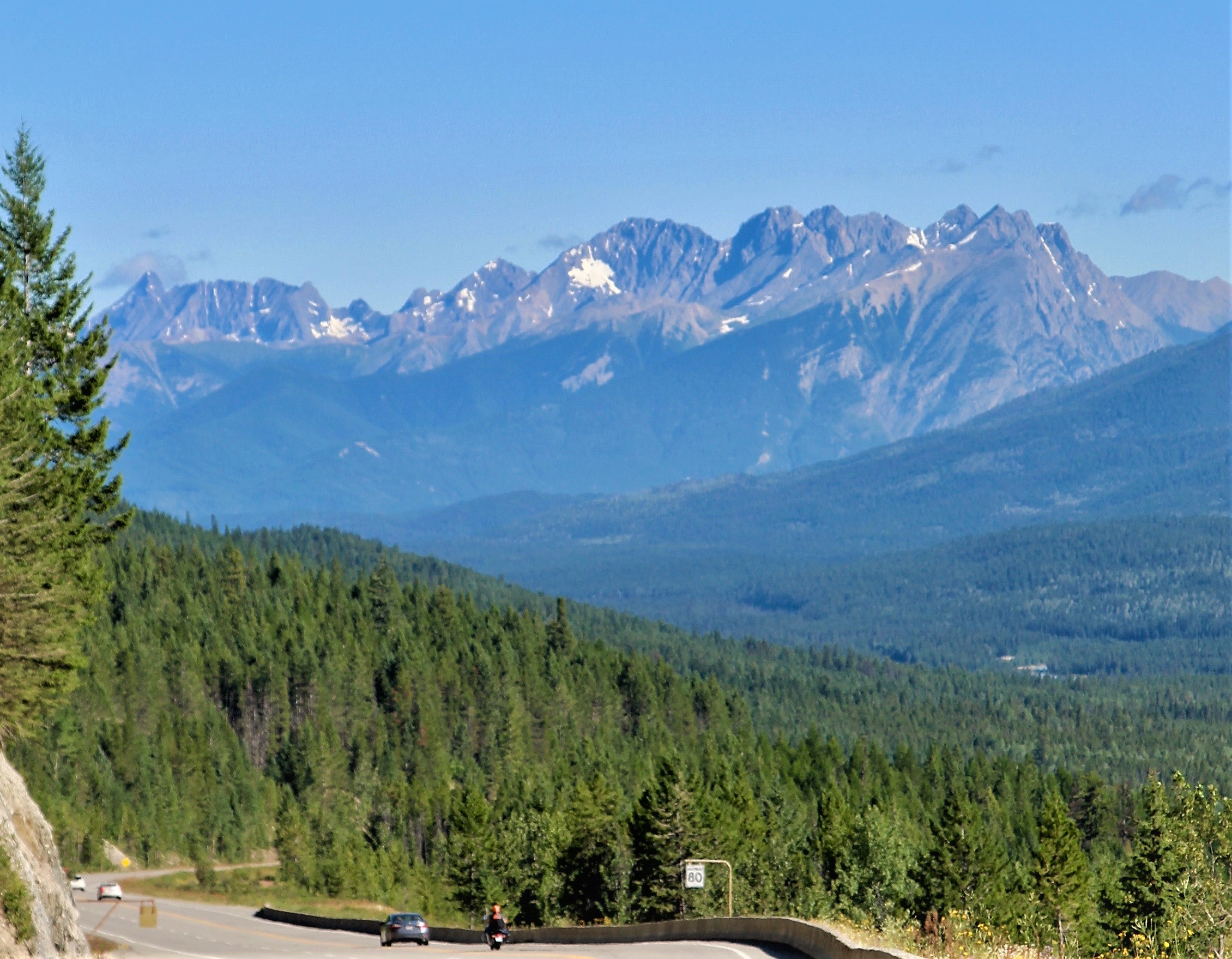
Vista lejana hacia el norte del monte Verendrye (centro).
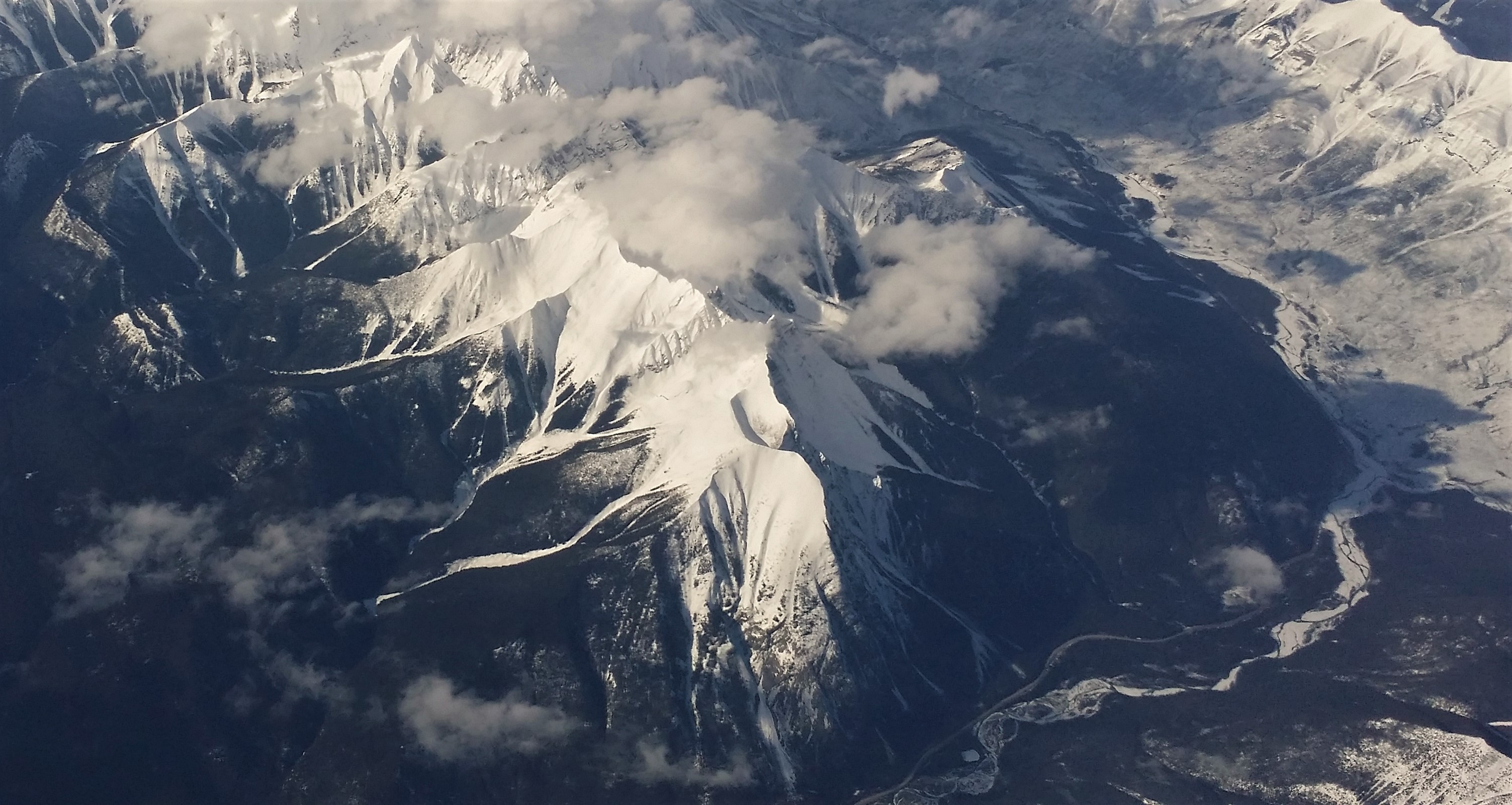
Vista aérea del monte Wardle (centrado), el monte Verendrye (arriba, izquierda) y el río Vermilion (derecha).